# Estrol-5
Estrol-5 é um hormônio utilizado como anabolizante para animais de grande porte. Pode ser usado indevidamente por humanos com o mesmo objetivo, porém há risco de prejuízo hepático, renal, outras complicações e morte.